# ميتسوبيشي باجيرو
باجيرو (بالـيابانية:パジェロ) من أقوى سيارات الدفع الرباعي في العالم من إنتاج شركة ميتسوبيشي موتورز.

## الاسم
للسيارة أسماء بديلة تم اعتمادها لبعض الأسواق العالمية. فتسمى مونتيرو Montero (الجبل المحارب) في إسبانيا، الهند، والأمريكتين (ما عدا البرازيل)، وتسمى شوغون Shogun في بريطانيا. أما الاسم الشائع باجيرو فهو هو الاسم الشعبي لنوع من النمور التي تقطن هضبة باتاغونيا في جنوب الأرجنتين وتسمى (بامباس).
كانت باكورة مشاراكات باجيرو في رالي باريس داكار في يناير 1983، وفي عام 1985 حققت المركز الأول، ومنذ ذلك التاريخ أصبحت باجيرو السيارة الأكثر سطوة في رالي داكار، حيث حازت على المركز الأول في اثنتاعشر سباقاً منها سبع على التوالي من عام 2001 وحتى 2007، وهذه السيطرة على رالي داكار لم تعط باجيرو سمعة على الطرق الوعرة فقط بل زادت مبيعاتها بشكل كبير.

## التاريخ
أول باجيرو كشف النقاب عنها كان في معرض طوكيو للسيارات في نوفمبر تشرين الثاني عام 1973. وكان الطراز الثاني في عام 1978 م.

## الجيل الأول (1982-91)
حجم المحرك:
3.0 /
2.6 /
2.0 /
2.3 /
2.3 /
2.5 /

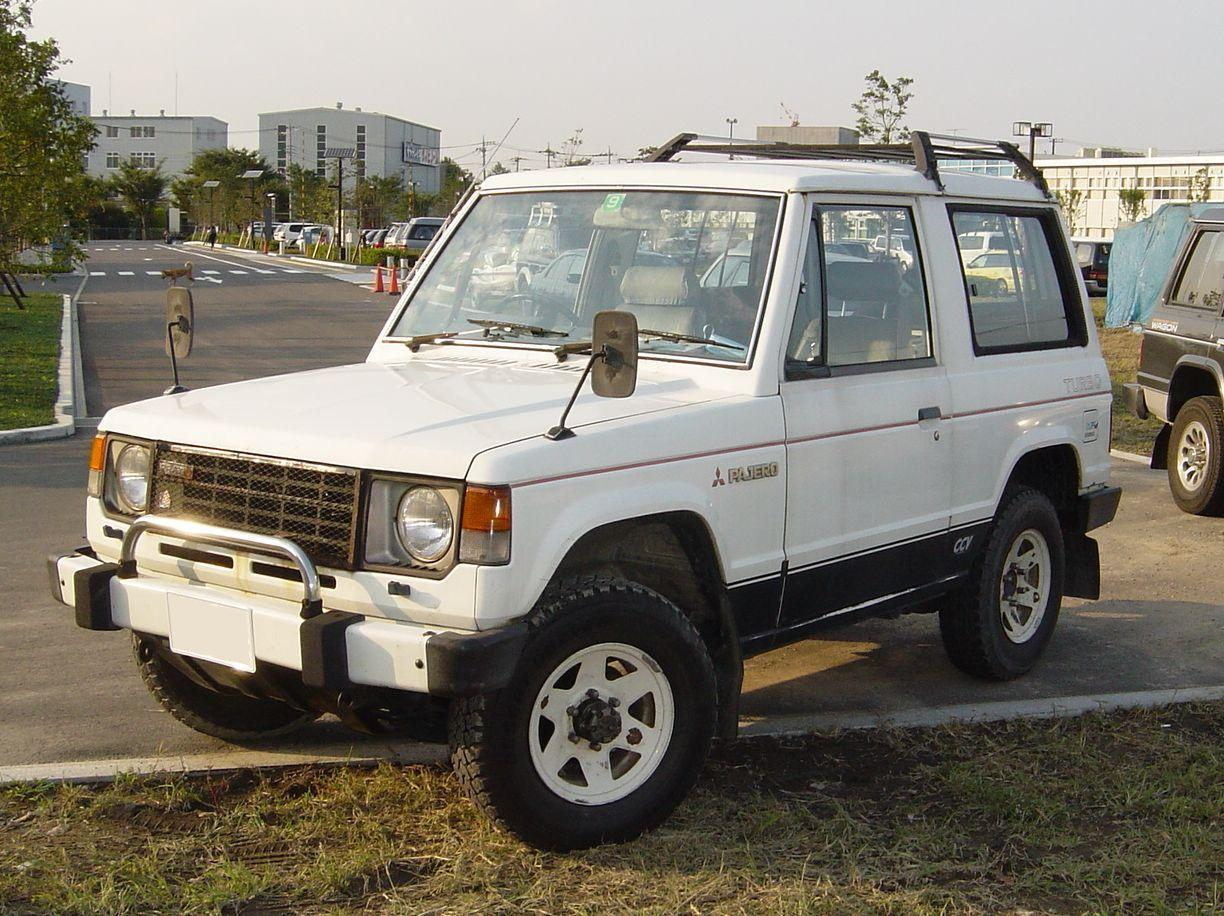
الجيل الأول

دشنت في معرض طوكيو للسيارات في أكتوبر 1981، وانطلقت في مايو 1982. وكانت من ثلاثة أبواب فقط وهيكل قصير.
في يناير من عام 1983، أي بعد عام واحد فقط على إطلاقها دخلت عالم رياضة السيارات.
في شباط / فبراير 1983، أنتجت ميتسوبيشي باجيرو ذو الهيكل الطويل والخمسة أبواب وذلك لتلبية احتياجات أكبر في السوق المستهدف. وكانت بسبعة مقاعد عموماً ما عدا بعض التي أنتجت للأمم المتحدة ل قوات حفظ السلام فقد كانت بتسع مقاعد.
وفي عام 1984 اضيف على باجيرو المزيد من المميزات حيث اضيف لمحركات الديزل توربو وزاد فيها عزم الدوران، وحصلت باجيرو الهيكل الطويل على مكابح مهواة على العجلات الأربع، وكذلك عدل نظام امتصاص الصدمات.
وفي أوائل عام 1987 ظهر طراز رائد من باجيرو، جنوط أكبر مقاس خمسة عشر بوصة من النيكل، وتدفئة في المقعد الأمامي، مقاعد من الجلد الأصلي، نظام الصوت مع راديو كاسيت، استمر هذا الطراز حتى عام 1989.
ولا يفوتنا أن نشير إلى أن هذا الطراز هو الذي استخدمته شركة هيونداي في جيبها جلوبر حتى عام 2003

## الجيل الثاني (1992-1999)
حجم المحرك:
2.8L v4 /
3.0L v6 /
v6 3.5

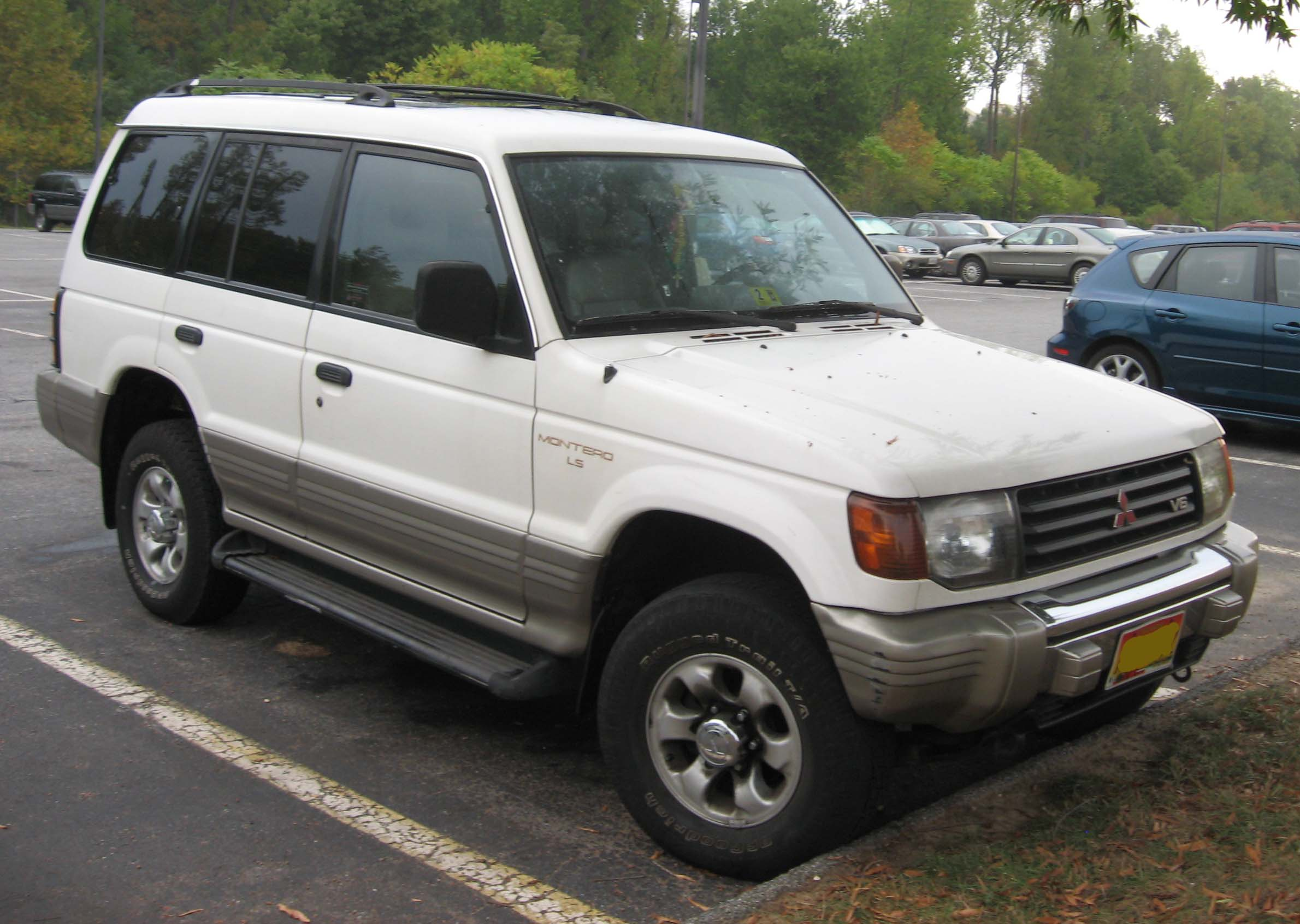
الجيل الثاني

باعت ميتسوبيشي من هذا الطراز أكثر من ثلاثمائة ألف سيارة في عامي 1989 و 1990.
أكثر التغييرات في باجيرو كانت في ثلاثة محاور: معادن اصلب، وجلد للمقاعد اجود، وسقف أعلى
المحركات المتاحة شملت 3.0 لتر 12 صمام حقن الوقود إلكتروني و2.5 لتر محرك ديزل تيربو مع تبريد.
الجيل الثاني شهد أيضا إدخال نظام Super Select أو ActivTrak 4WD والتي كانت من أوائل السيارات اليابانية التي تستخدم هذا النظام في الدفع الرباعي. وكان هذا فتحا جديدا فقد كان الجيل الأول من باجيرو لا يستطيع قائد السيارة من استعمل الدفع الرباعي الا بعد التوقف تماما عن الحركة.أما النظام في الجيل الثاني فيستطيع قائد السيارة استعمال الدفع الرباعي حتى سرعة 100 كيلو في الساعة، بالإضافة إلى ذلك فهذا النظام يفيد في توزيع العزم على جميع العجلات فهو يفيد في الطرقات الزلقة والثلجية ويزيد التحكم بالسيارة.
وفي عام 1997 استجابة لمتطلبات التسجيل الجديدة لرالي باريس—داكار للسيارات من الدرجة الأولى T3 Class أطلقت ميتسوبيشي سيارة باجيرو 3.5لتر 24 صمام ستة سلندر DOHC مع نظام mivec ‏ الجديد، هذا النظام رفع من قوة باجيرو، ونظام التعليق جديد جعل الركوب أكثر سلاسة.
و لا يزال هذا الطراز ينتج في الهند والفلبين وكولومبيا.

## الجيل الثالث (1999-2006)
حجم المحرك:
/2.5
/3.2 Di-D
/ 3.0 V6
/ 3.5 V6
/ 3.5 V6 GDI
/ 3.8 V6

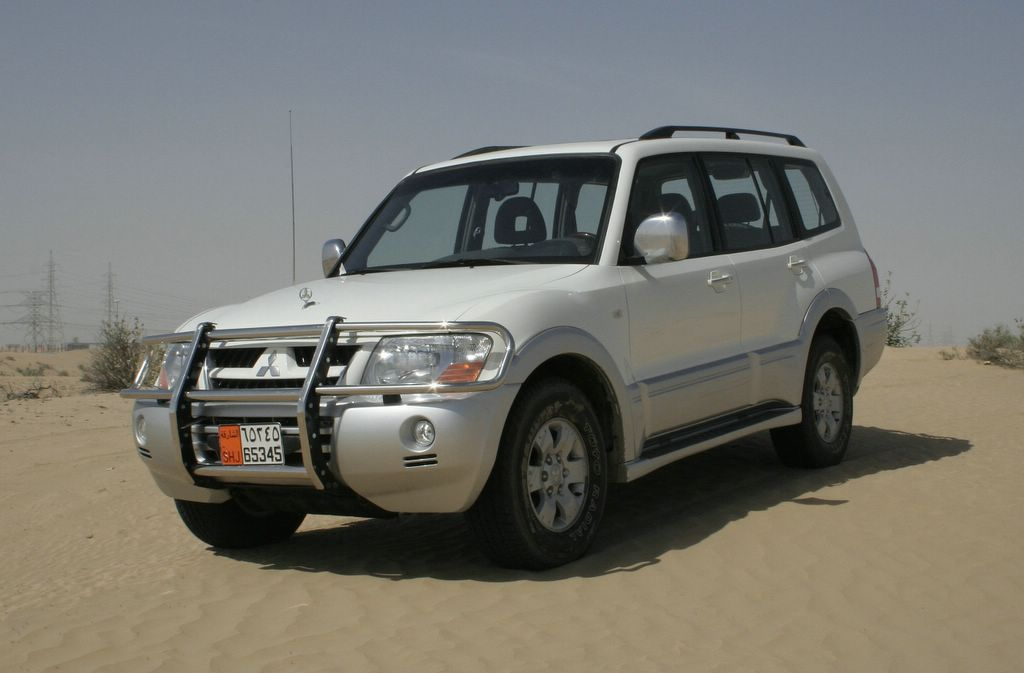
باجيرو الجيل الثالث

صمم هذا الطراز شركة بينينفارينا الإيطالية وهي التي تصمم السيارات الفارهة كالفيراري والموزراتي الجاكوار والرولزرويس، باجيرو الجيل الثالث أعيد تصميمها من جديد من الداخل والخارج على حد سواء، حيث انخفض مركز الثقل فيها فصارت أكثر سلاسة على الطريق، وزيد في صلابة الفولاذ ثلاثة اضعاف الجيل السابق. ونقل تانكي الوقود إلى وسط السيارة لمزيد من الامان.
وتحسين عزم الدوران فيها من 33 حتى 67 مع القدرة على التكيف مع الظروف 50/ 50واضيف لها نظام التبترونيك.
وفي هذا الجيل بدأت باجيرو بالظهور بمحرك أقوى وهو حجم 3.8 ليتر.و ذلك لمنافسة السيارات الأكثر رفاهية كلاند روفر في الاسواق الأوروبية والاندكروزر في اليابان.
وفي عام 2003 بدأت ميتسوبيشي بإيقاف طرح محركات 3.5 في الاسواق الأمريكية واستبدلتها بالمحركات الأكبر 3.8.

## الجيل الرابع (2006)
حجم المحرك:
4M41 3.2 Di-D /
6G72 3.0 V6 /
6G75 3.8 V6 /

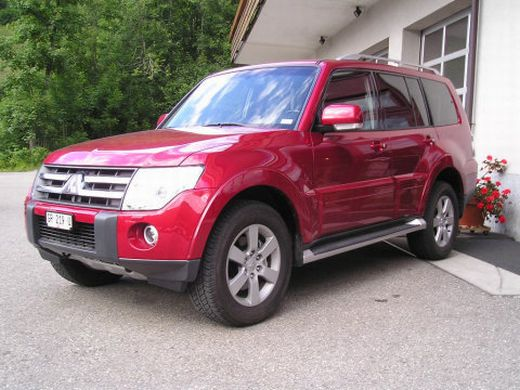
الجيل الرابع

أول عرض له كان في معرض باريس للسيارات في سبتمبر 30، 2006.
تميز بالديكورات الداخلية الجديدة والشكل الخارجي الجديد وكانت باجيرو الجيل الرابع مصحوبة بتعزيز السلامة المزدوج مع إستراتيجية الاعتماد على الذات، وسائد هوائية أمامية للراكبين، وكذلك بالونات هواءللجوانب كستائر هوائية.و توفر عدد من الأنظمة المتطورة كنظام
Super-Select 4WD II، ونظام
نظام مراقبة الجر
ونظام Active Stability تحسين التحكم في الجر،
ونظام نظام الثبات الإلكتروني نظام توزيع قوة الفرامل الإلكتروني.
محرك 3.2 لتر ديزل ينتج 125 كيلو واط (167 /170 س)
و3.8 لتر V6 MIVEC 184 kW (247 /250
و3.0 لتر V6 سوقت في دول مجلس التعاون الخليجي والأسواق اليابانية.
تتضمن جميع طرازات الباجيرو ما يلبي اشتراطات الأنظمة الأوروبية لمنع انبعاث الغازات السامة.

## باجيرو ورالي داكار (أرقام قياسية)
كانت باكورة مشاراكات باجيرو في رالي باريس داكار في يناير 1983، وفي عام 1985 حققت المركز الأول، ومنذ ذلك التاريخ أصبحت باجيرو السيارة الأكثر سطوة في رالي داكار، حيث حازت على المركز الأول في اثنتاعشر سباقاً منها سبع على التوالي من عام 2001 وحتى 2007، وهذه السيطرة على رالي داكار لم تعط باجيرو سمعة على الطرق الوعرة فقط بل زادت مبيعاتها بشكل كبير.

## السلامة
تم تحسين السلامة بشكل كبير في طرازات 2013 وما بعدها (والتي تشمل المركبات المنتجة حتى يومنا هذا).
على وجه الخصوص، قامت Mitsubishi بتحسين إمكانية إصابة الركبة التي لوحظت في الاختبار السابق لموديلات NS و NT.
أظهر اختبار التأثير الأمامي حماية ممتازة للراكب في كل مكان، مع أعلى تصنيف «جيد» وعلامات كاملة معطاة لجميع مناطق الدمية. تم منح هذا التصنيف أيضًا إلى رأس السائق الذي لاحظ المختبرين أن الوسادة الهوائية مخففة بثبات شديد. كانت حماية الرأس والرقبة وأعلى الساق خالية من العيوب، حيث حصلت على 4 علامات كاملة. تلقت حماية الصدر 3.90 من أقصى 4.00 نقطة ممكنة. تم تحسين حماية الركبة من النماذج السابقة التي لوحظت في الاختبار السابق لنماذج NS و NT ، مع فرصة أقل بكثير للإصابة من مكونات لوحة القيادة.
كان اختبار تأثير القطب الجانبي ممتازًا بالمثل، حيث حصل على 4 علامات كاملة في جميع المناطق وتقييم لاحق بنسبة 100٪. تلقت حماية الرأس والرقبة أعلى علامات «جيدة» و 4.00 من 4.00 نقاط ممكنة.
اعتبرت حماية المشاة ضعيفة. كما هو الحال مع معظم سيارات الدفع الرباعي والدفع الرباعي، تكون تأثيرات المشاة بشكل عام أسوأ بكثير من تأثير السيارات الصغيرة أو الصغيرة نظرًا لارتفاع مساحة التأثير على المشاة مما يؤدي إلى مزيد من الضرر في الرأس والصدر مقارنة بالمركبات منخفضة الارتفاع.
بصفتها راكبًا، أثبتت باجيرو سلامة المقصورة وسلامة الركاب في جميع المقاعد الرئيسية مع انخفاض مخاطر الإصابة الخطيرة في كل من الصدمات الأمامية والجانبية - وتجدر الإشارة بشكل خاص إلى نتائج اختبار تأثير العمود الجانبي الصلب. ترجع سلامة المقصورة جزئيًا إلى تصميم الهيكل الأحادي RISE من ميتسوبيشي الذي يوفر إطارًا وبنية مقصورة أكثر صلابة بشكل ملحوظ على الهيكل النموذجي على الهيكل (هيكل السلم). عادةً ما توفر تصميمات الهيكل الأحادي / أحادي الهيكل حماية ممتازة من الانقلاب نتيجة لذلك، على الرغم من أن هذه لم تكن ميزة مُقاسة رسميًا لمعايير اختبار ANCAP في ذلك الوقت.

## معرض صور

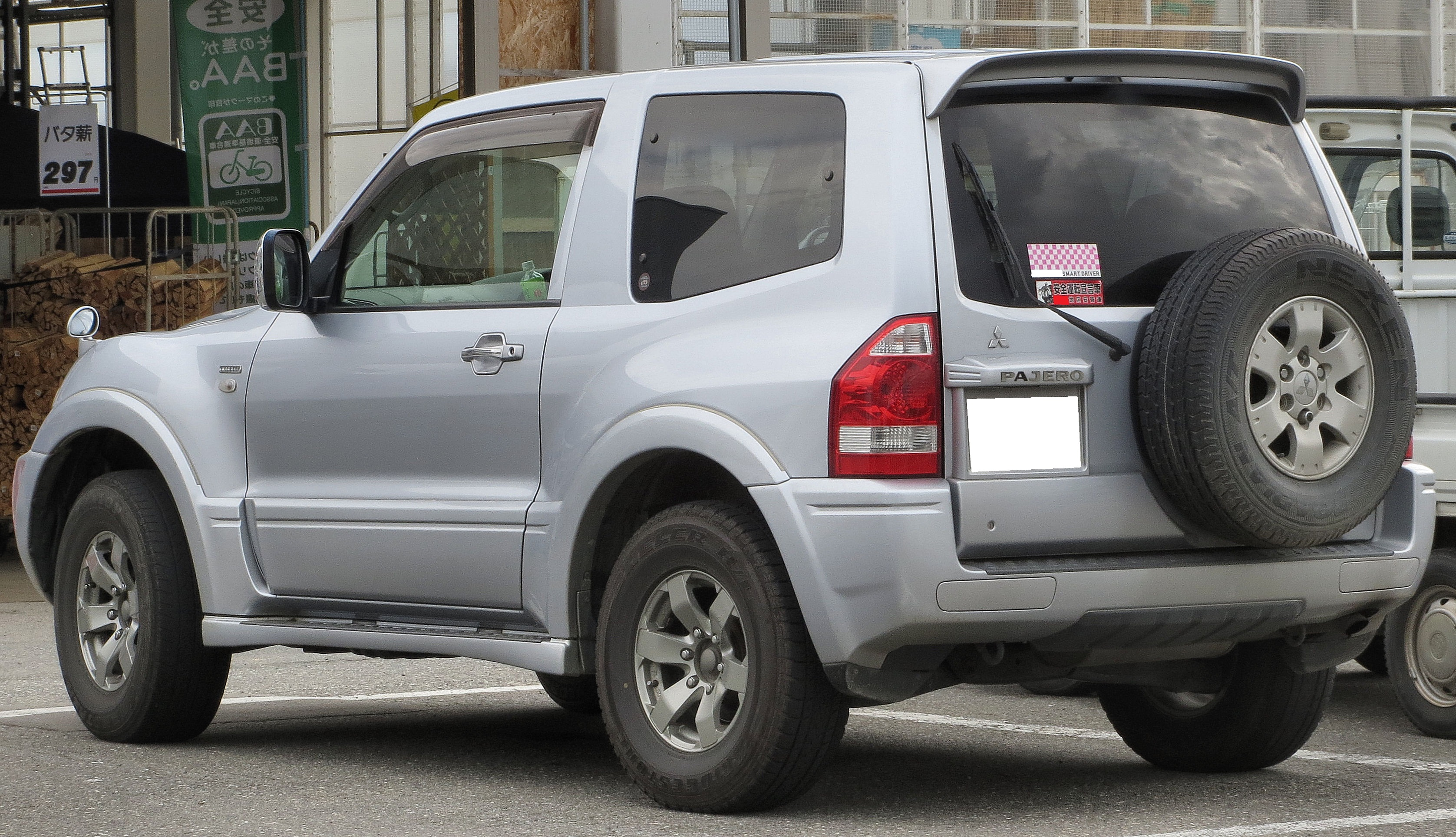
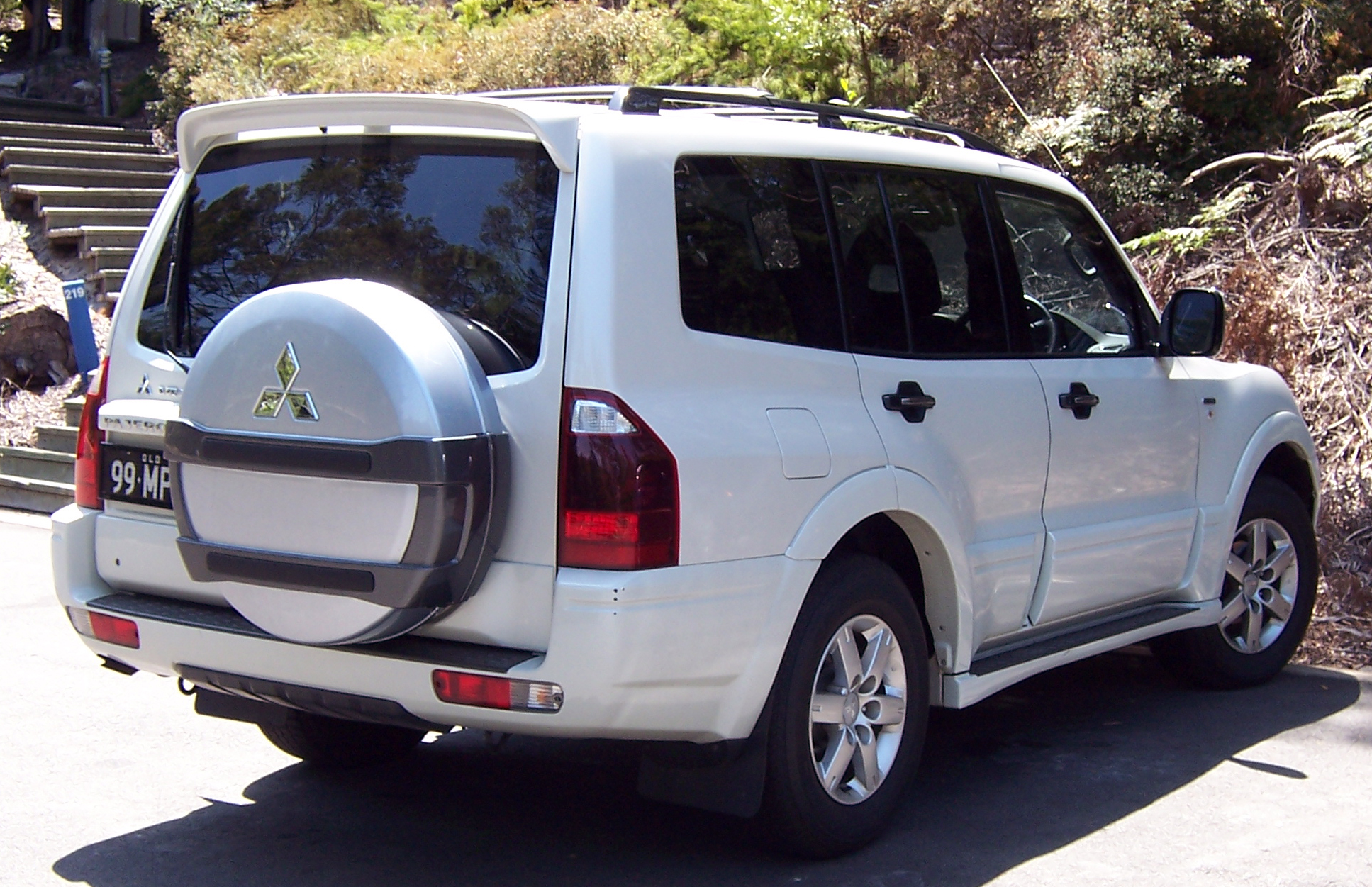
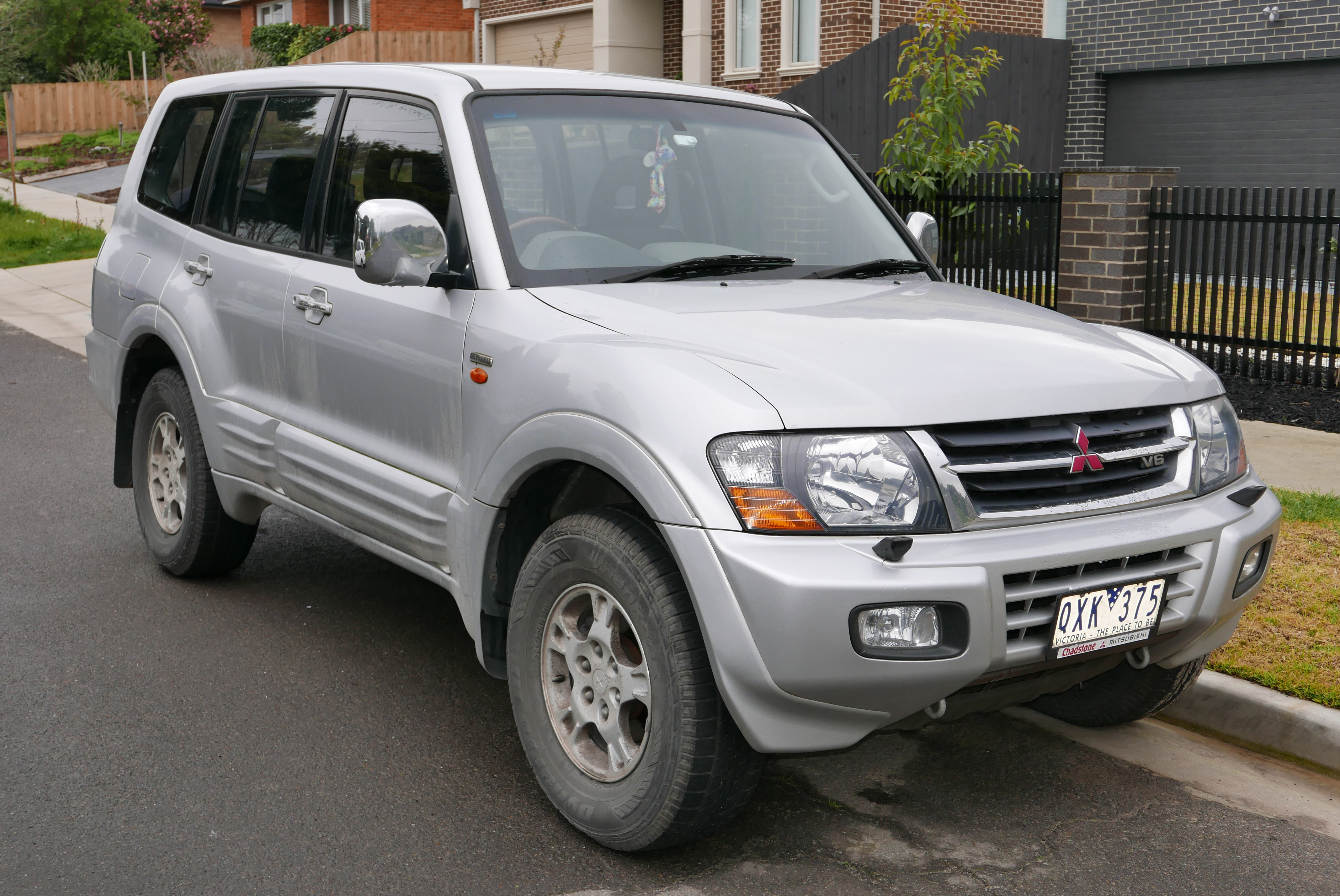
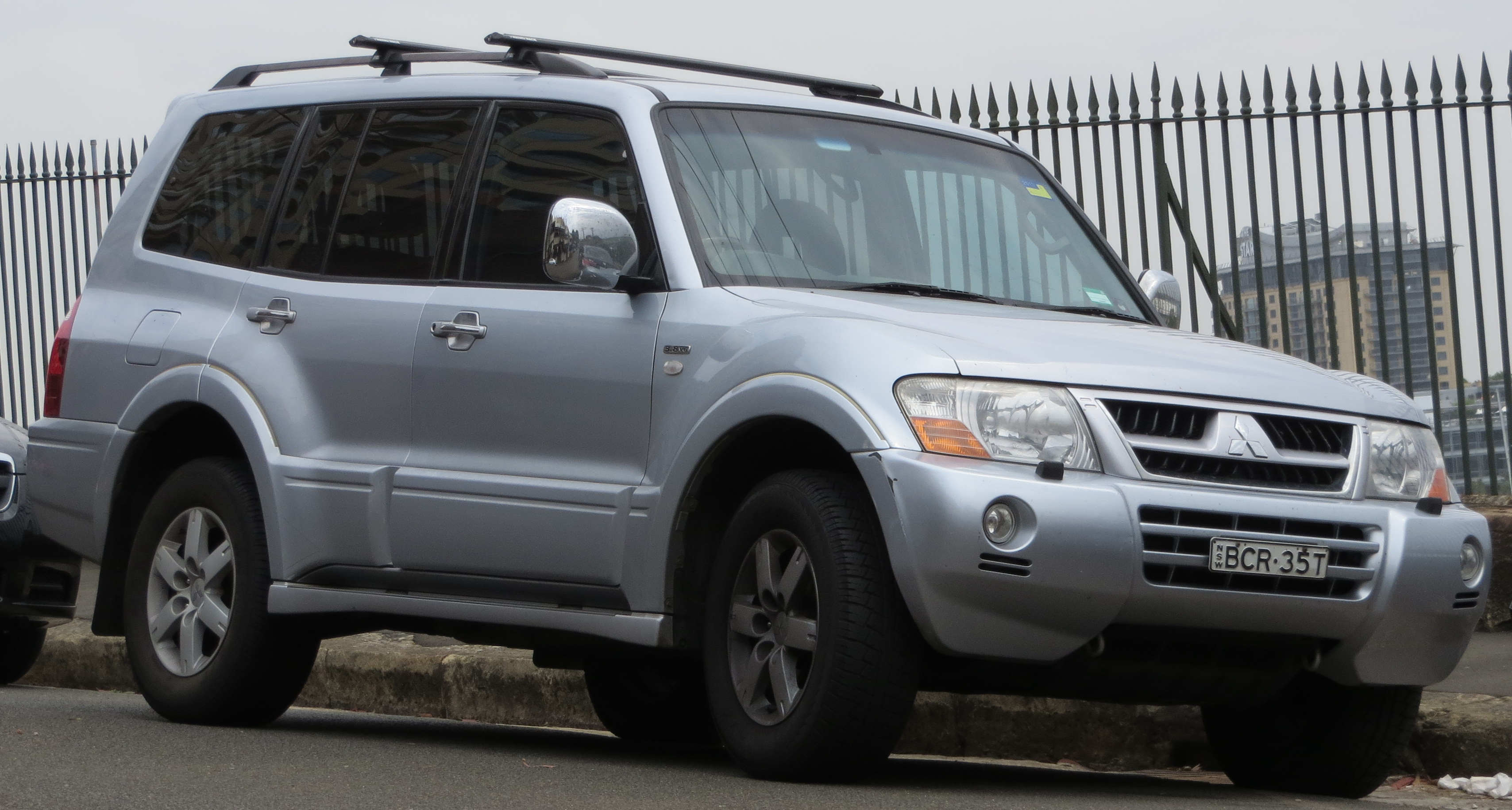
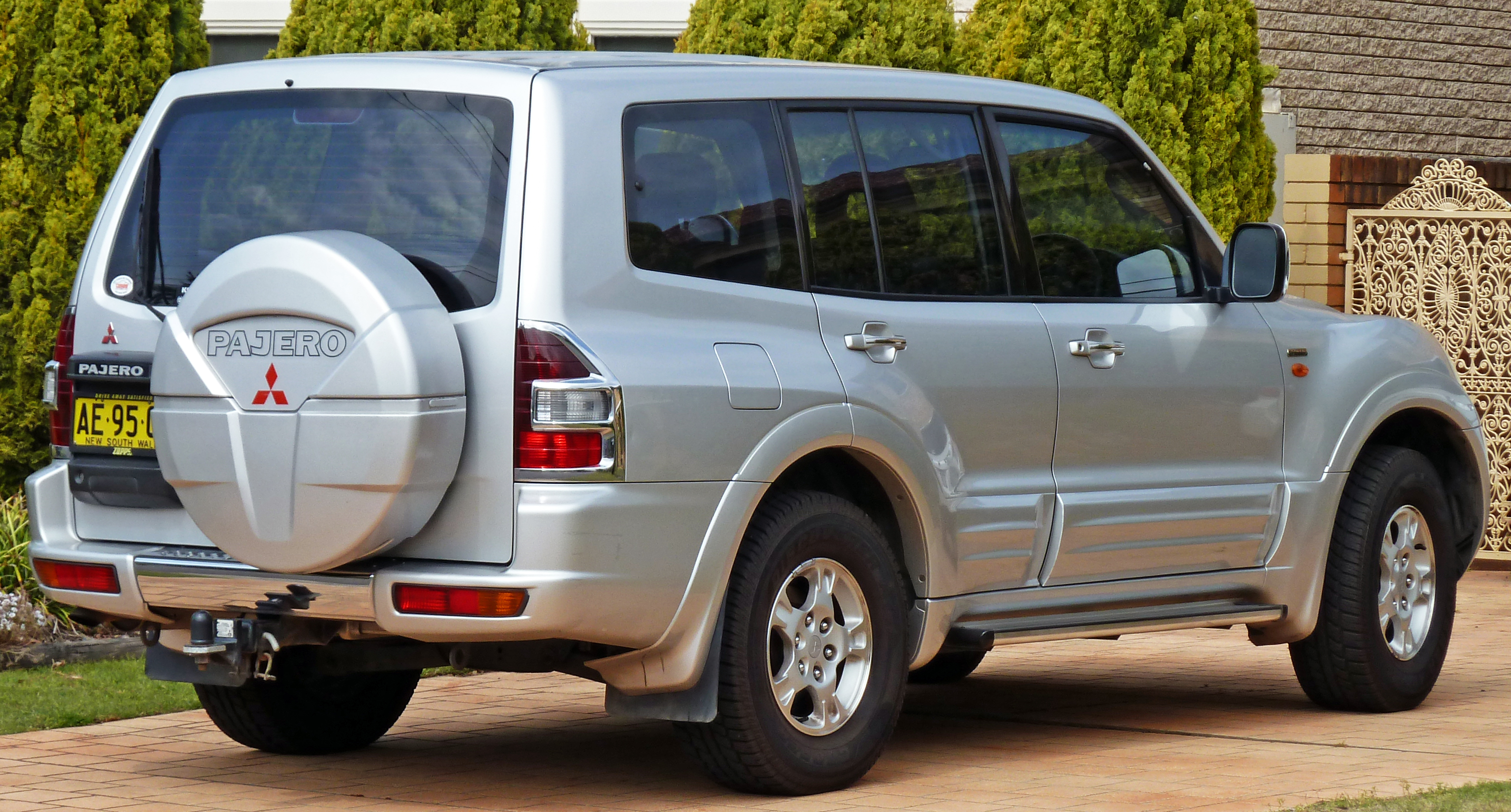

## المبيعات والإنتاج
| السنة | الإنتاج | المبيعات في (اليابان) | التصدير |
| ----- | ------- | --------------------- | ------- |
| 1982  | 16,930  | 8,059                 | 7,023   |
| 1983  | 33,605  | 8,076                 | 25,886  |
| 1984  | 41,422  | 9,176                 | 32,341  |
| 1985  | 59,770  | 11,770                | 49,249  |
| 1986  | 87,252  | 16,636                | 70,594  |
| 1987  | 89,456  | 22,170                | 67,021  |
| 1988  | 107,157 | 25,225                | 79,699  |
| 1989  | 116,883 | 36,483                | 82,176  |
| 1990  | 108,730 | 36,061                | 71,206  |
| 1991  | 144,988 | 64,381                | 80,882  |
| 1992  | 174,708 | 83,685                | 89,835  |
| 1993  | 158,922 | 67,899                | 88,788  |
| 1994  | 161,238 | 54,329                | 106,570 |
| 1995  | 152,102 | 44,933                | 110,365 |
| 1996  | 128,593 | 28,851                | 99,200  |
| 1997  | 136,941 | 26,181                | 111,144 |
| 1998  | 95,675  | 9,412                 | 90,416  |
| 1999  | 90,524  | 20,189                | 65,212  |
| 2000  | 138,315 | 12,701                | 129,198 |
| 2001  | 91,700  | 6,725                 | 85,324  |
| 2002  | 112,161 | 5,681                 | 106,376 |
| 2003  | 90,929  | 6,035                 | 85,863  |
| 2004  | 79,152  | 4,196                 | 74,347  |
| 2005  | 69,142  | 2,781                 | 66,773  |
| 2006  | 75,933  | 6,025                 | 68,563  |
| 2007  | 112,103 | 3,818                 | 108,982 |
| 2008  | 57,903  | 2,738                 | 58,000  |
| 2009  | 48,055  | 2,198                 | 44,896  |
| 2010  | 66,569  | 2,948                 | 64,207  |
| 2011  | 61,603  | 3,209                 | 58,842  |
| 2012  | 39,759  | 2,029                 | 38,300  |
| 2013  | 55,066  | 2,213                 | 52,199  |
| 2014  | 54,267  | 2,948                 | 52,548  |
| 2015  | 53,393  | 1,665                 | 51,340  |
| 2016  | 45,406  | 1,062                 | 44,030  |
| 2017  | 36,142  | 1,000                 | 35,150  |
| 2018  | 46,637  | 1,823                 | 44,430  |